# الجنة: الأمل
الجنة: الأمل (بالألمانية: Paradies: Hoffnung) هو فيلم من نوع دراما نمساوي أُصدر في 8 فبراير 2013. الفيلم من إخراج أولريتش سيدل، وهو الفلم الثالث من "ثلاثية باراديس". أما السيناريو فكان من كتابة أولريتش سيدل. عُرض الفيلم في المنافسة الرسمية في مهرجان برلين السينمائي الدولي بدورته الثالثة والستين. كما تم عرضه في قسم السينما العالمية المعاصرة في مهرجان تورنتو السينمائي الدولي لعام 2013.

## القصة
تقع أحداث الفيلم في كينيا. بينما تقضي والدة ميلاني عطلتها في كينيا، تذهب مجموعة من المراهقين الذين يعانون من زيادة الوزن إلى معسكر للحمية في جبال النمسا. تتميز الحياة اليومية في المعسكر بالتدريبات، والوجبات المحدودة، والإرشاد الغذائي. في الليل، تتناقش الفتيات في مشاكل البلوغ، ويدخنَّ السجائر، ويسرقنَّ الطعام من المطبخ. تقع ميلاني في حب طبيبها ومدير المعسكر. يعاني الطبيب من صراع داخلي بين واجبه المهني ومشاعره التي تصبح أقوى ضد إرادته. في النهاية، يفرض على نفسه منع أي تواصل بينه وبين ميلاني، مما يسبب لها اضطرابًا عميقًا.

## طاقم التمثيل
- جوزيف لورينز  [لغات أخرى]‏
- فيفيان بارتش  [لغات أخرى]‏
- Michael Thomas  [لغات أخرى]‏
- ماريا هوستاتير

## الاستقبال
في مراجعة إيجابية، أشار ستيفن بون إلى أن "سيدل مفتون بالطرق الصغيرة التي يزين بها الناس حياتهم لتعكس المستقبل الأكثر إشراقًا الذي يعملون من أجله ضمن نظام صارم يعد بهذا المستقبل ويحرمه في نفس الوقت." كما أشار إلى أن "كاميرا سيدل دائمًا ما تبتعد قليلاً لتسمح لبيئات النساء واتجاهاتهن فيها بأن تروي قصصهن بطريقة يمكن أن تلهم التعاطف والتقدير." في نيويورك تايمز، لاحظ ستيفن هولدن أن الفيلم "يتأمل في طغيان ما يُشار إليه الآن أحيانًا بـ 'فاشية الجسد' في مجتمع يحمل معايير شبه مستحيلة للجمال والشباب."

## وصلات خارجية
- الجنة: الأمل على موقع IMDb (الإنجليزية)
- الجنة: الأمل على موقع ميتاكريتيك (الإنجليزية)
- الجنة: الأمل على موقع روتن توميتوز (الإنجليزية)
- الجنة: الأمل على موقع نتفليكس (الإنجليزية)
- الجنة: الأمل على موقع قاعدة بيانات الأفلام العربية
- الجنة: الأمل على موقع ألو سيني (الفرنسية)
- الجنة: الأمل على موقع Turner Classic Movies (الإنجليزية)
- الجنة: الأمل على موقع أول موفي (الإنجليزية)
- الجنة: الأمل على موقع بوكس أوفيس موجو (الإنجليزية)
- الجنة: الأمل على موقع فيلمافينيتي (الإسبانية)